# Greg Tribbett
Greg Tribbett (narozen 7. listopadu 1968, Illinois) je heavy metalový kytarista. Hraje ve skupinách Mudvayne a Hell Yeah